# Bobičasto voće
U bobičasto voće ubrajaju se: brusnica, ribizla, grožđe, borovnica. 

## Brusnica
Brusnica (Vaccinium vitis-idaea) – žbun je zimzeleni. Plodovi su crvene bobice oblika borovnice i trpkog su ukusa. 100 g ima 36 kalorija. Sadrži: 1,3 g proteina, 7,5 g ugljenih hidrata i 0,1 g masti. Bogata je bioflavonoidima i hipuričnom kiselinom koja ima izraženo dejstvo protiv gljivičnih oboljenja. Pored antibakterijskih svojstava poseduje i antifungalna svojstva. Pomaže kod umornih očiju i kod problema naglih promena intenziteta svetla (hemerolopatija). Sok brusnice osetno popravlja takva stanja. U ishrani se koristi sveža i sušena, za pripremu kompota. U kulinarstvu je popularna kao dodatak pečenju, za mešane salate, prilog jelima, pripremaju se odlične pite i kao lekoviti čaj. Proizvodi se sok i vino u lekovite svrhe.
Lekovita svojstva: prirodni je antibiotik koji snižava nivo glukoze u krvi, sprečava nastanak srčanih oboljenja„ pomaže normalizovanju rada jetre i bubrega, smanjuje rizik od karcinoma dojke i debelog creva, poboljšava apetit, a čaj od lista i ploda ima blagi nakiseo ukus sa antibakterijskim dejstvom. Jača imunitet, odlična je preventiva od dijabetesa, arterioskleroze, reumatskih bolesti i ranog starenja kože. Uspešno otklanja bakteriju urinarnog trakta (ešerihiju koli i helikobakteru pilori).

## Grožđe
Grožđe (Vitis vinifera) – plod je grozdasta boba zelenkastobele, ružičaste ili modrikastocrne boje. 100 g sveže belog grožđa ima 64 kalorije. Sadrži: 84 g vode, 0,6 g proteina, 0,1 g masti 15,5 g ugljenih hidrata, mineralne materije (2 mg natrijuma, 27 mg kalijuma, 0,4 mg gvožđa) i 0,03 mg vitamina B1. Crno grožđe u 100 g ima 57 kalorija. Sadrži: 0,5 g proteina, 13,5 g ugljenih hidrata i 0,1 g masti. Grožđe je bogato šećerom u vidu voćnog i grožđanog šećera (glikoza i fruktoza). Sadrži i sintetizovanu supstancu resveratol. Suvo belo grožđe ima 272 kalorije. Sadrži: 21 g vode, 1,6 g proteina, 0 g masti, 66,2 g ugljenih hidrata, mineralne materije (52 mg natrijuma, 61 mg kalijuma, 42 mg magnezijuma, 1,5 mg gvožđa) i 0,10 mg vitamina B1.
Grožđe predstavlja odličnu hranu za starije osobe, iscrpljene i posle operativnih zahvata. Svež sok od grožđa odlično osvežava, a crno vino smanjuje rizik od kardiovaskularnih bolesti. Glikoza i fruktoza bez ikakvih transformacija idu direktno u krv i ćelije ih koriste kao gorivni materijal. Najviše ovog šećera koriste ćelije mozga i creva. Prosti šećeri vrlo brzo mogu da se pretvore u glikogen, koji služi kao rezerva ugljenih hidrata u organizmu.
Lekovito dejstvo: uzeto pre jela otvara apetit, olakšava varenje i stimuliše rad creva. Stimulativno deluje na rad moždanih ćelija i srčanog mišića. Kiseline i njihove soli regulišu baznu reakciju krvi, utičući na radnu sposobnost i vitalnost organizma. Mineralne materije učestvuju u izgradnji kostiju, krvi i nervnog sistema. Antocijan i tanin imaju purgativno delovanje, olakšavaju cirkulaciju, antivirusni su i baktericidni. Deluje na zapaljenske procese bubrega, sluzokože debelog creva, otklanja anemiju. Ista lekovita svojstva se pripisuju soku od grožđa i vinu.
Kontraindikacije: ne preporučuje se dijabetičarima jer šećer neposredno i brzo prelazi u krv.

## Ribizla
Ribizla (Ribes rubrum L.) – plodovi su u obliku grozdova sa bobicama. Meso ploda je belozeleno, sočno, kiselkasto-slatkog i osvežavajućeg ukusa. 100 g bele ili crvene ima 28 kalorija. Sadrži: 1,3 g proteina, i 5,6 ugljenih hidrata. Crna ribizla ima 32 kalorije i sadrži: 1,3 proteina i 6,6 g ugljenih hidrata.
Postoje tri sorte:
a) Crvena ribizla (Rubes rubum) – ima svetlocrvene grozdaste plodove sa sitnim bobicama.
b) Bela (žuta) ribizla (Rubes alba) – ima žućkastobele plodove specifične arome, veoma ukusne sa manje kiseline, dok je po ostalim osobinama slična crvenoj ribizli.
b) Crna ribizla (Rubes nigrum)
Lekovita svojstva: jača apetit, deluje na povećano izlučivanje žlezda, reguliše rad creva.

## Borovnica
Borovnica kultivirana (Vaccinium corymbosium) – tamnoplavi plodovi su teški oko 2-3 grama, meso i sok su svetliji, slabije kvalitete i arome u odnosu na šumsku borovnicu. 100 g ima 84 kalorije. Sadži: 0.6 g proteina„ 13,6 g ugljenih hidrata i 0,6 g masti.
Prijatnog su i specifičnog ukusa. Koriste se u svežem i prerađenom stanju. Mogu da je jedu i dijabetičari.